# Dipturus oxyrinchus
El picón o raya picón (Dipturus oxyrinchus) es una especie de pez de la familia de los Rajidae en el orden de los Rajiformes.

## Morfología
Los machos pueden llegar a alcanzar los 150 cm de longitud total.

## Reproducción
Es ovíparo y las hembras ponen huevos envueltos en una cápsula córnea.

## Hábitat
Es un pez de mar y de aguas profundas que vive entre 15-900 m de profundidad.

## Alimentación
Come animales bentónicos. 

## Distribución geográfica
Se encuentra en el Océano Atlántico oriental: desde las costas centrales de Noruega hasta el Senegal, incluyendo las Islas Feroe, Skagerrak, el Mediterráneo, las Islas Canarias y Madeira.

## Observaciones
Es inofensivo para los humanos. 